# L'Éternel Retour (film, 2012)
Pour plus de détails, voir Fiche technique et Distribution.
L'Éternel Retour (en russe : Вечное возвращение, Vechnoe vozvrashchenie) est un film ukrainien réalisé par Kira Mouratova en 2012. La première projection a lieu lors du Festival international du film de Rome 2012. La réalisatrice annonce peu après que c'est son dernier film.

## Fiche technique
- Titre : L'Éternel Retour
- Réalisation : Kira Mouratova
- Scénario : Kira Mouratova
- Photographie : Vladimir Pankov
- Musique : Valentyn Sylvestrov
- Direction artistique : Evgueni Goloubenko
- Montage : Valentina Oleïnik, Pavel Zalessov
- Producteur : Oleg Kokhan,
- Producteur(s) associé(s) : Oreste Kompanets, Oleg Koulik
- Studio : Sota Cinema Group
- Genre : comédie
- Durée : 114 minutes
- Pays : Ukraine
- Langue : russe
- Dates de sortie :
  - La première projection au Festival international du film de Rome en 2012
  - Russie - 2 octobre 2013

## Distribution
- Renata Litvinova
- Oleg Tabakov
- Alla Demidova
- Sergueï Makovetski
- Natalia Bouzko (ru)
- Gueorgui Deliev
- Vitali Linetski (ru)
- Uta Kilter
- Iouri Nevgamonny
- Guennadi Skarga
- Evguenia Barskova
- Anton Mouratov
- Philippe Panov

## Récompenses
- Nika du meilleur film de la Communauté des États indépendants en 2012
- Prix Bely slon [Éléphant blanc] de la Guilde des critiques de cinéma russe en 2013 :
  - prix de la meilleure réalisation
  - prix de jeunes critiques